# Lucas Pantelis
Lucas Pantelis (Adelaide, 12 de março de 1982) é um ex-futebolista australiano que atuava como ponta-esquerda. Seu último clube foi o Wellington Phoenix.